# Ilie Stan
Ilie Stan (Pogoanele, 17 ottobre 1967) è un allenatore di calcio ed ex calciatore rumeno, di ruolo centrocampista, tecnico del Gloria Buzău.

## Palmarès

### Giocatore

#### Competizioni nazionali
- Campionato rumeno: 6

Steaua Bucarest: 1987-1988, 1988-1989, 1992-1993, 1993-1994, 1994-1995, 1996-1997
- Coppa di Romania: 3

Steaua Bucarest: 1988-1989, 1991-1992, 1996-1997
- Supercoppa di Romania: 1

Steaua Bucarest: 1994
- Liga Leumit: 1

Hapoel Tzafririm Holon: 1999-2000

### Allenatore

#### Competizioni nazionali
- Liga III: 1

Victoria Branesti: 2008-2009
- Liga II: 1

Victoria Branesti: 2009-2010
- Supercoppa di Oman: 1

Al-Seeb: 2022